# Kaminna
Kaminna (ukr. Камінна) – wieś na Ukrainie, w obwodzie lwowskim, w rejonie lwowskim.